# STM-1
STM-1 （ Synchronous Transport Module level-1 、同期転送モジュールレベル1）は、 SDH ITU-T 光ファイバー ネットワーク伝送規格である。 ビットレートは155.52 Mbit / sである。 より高いレベルは一度に4倍になる。現在サポートされている他のレベルはSTM-4 、 STM-16 、 STM-64およびSTM-256である。 上記のSTM-256 波長分割多重 （WDM）は、海底ケーブルで一般的に使用されている。  

## フレーム構造
STM-1フレームは、 SDH （Synchronous Digital Hierarchy）の基本的な伝送形式に基づいている。 STM-1フレームのバイト指向構造は、9行270列のバイトで、合計2,430バイト（9行* 270列= 2430バイト）である。 各バイトは64kbit / sチャネルに対応する。 
TOH ：輸送オーバーヘッド（ RSOH + AU4P + MSOH ） 
- MSOH: Multiplex Section Overhead
- RSOH: Regeneration Section Overhead
- AU4P: AU-4 Pointers

VC4 ：仮想コンテナ4ペイロード（ POH + VC-4 Data ） 
- POH: Path Overhead

## フレーム特性
STM-1ベースフレームは、次の特性で構成されている。 
- 長さ ：270列×9行= 2430バイト
- バイト ：1バイト= 8ビット
- 継続時間 （フレーム繰り返し時間）：125μs、つまり8000フレーム/秒
- レート （フレーム容量）：2430×8×8000 = 155.5200 Mbit / s
- ペイロード = 2349bytes×8bits×8000frames / sec = 150.336 Mbit / s

## RSOH（再生器セクションのオーバーヘッド）
- 最初の行=スクランブルされていないバイト。 したがって、その内容を監視する必要がある
- X =国内使用のために予約されたバイト
- D =媒体に応じたバイト数（衛星、無線中継システム、。 。 。 ）

Regenerator Section OverHeadは、STM-1フレームの最初の3行と9列を使用する 
- A1、A2フレームアラインメントワードは、STM-Nフレームの開始を認識するために使用される。
- A1 ：1111 0110 = F6（HEX）
- A2 ：0010 1000 = 28（HEX）
- J0 ：パストレース。 SDHネットワークを通るパスに「名前」を付けるために使用される。 このメッセージ（名前）により、受信者は目的の送信機との接続の連続性を確認できる。
- B1 ：ビットエラー監視。 B1バイトには、実際のSTMフレームのスクランブル後の、前のSTMフレームのパリティチェックの結果が含まれる。 このチェックは、ビットインターリーブパリティチェック（ BIP-8 ）で実行される。
- E1エンジニアリングオーダーワイヤ（EOW）。 運用および保守の目的で、再生器セクション間で音声信号を送信するために使用できる。
- F1ユーザーチャネル。 サービスとメンテナンスのためにデータと音声を送信するために使用される。
- 192キロビット/秒でD3データ通信チャネルへのD1（DCCR）。 このチャネルは、STM-Nフレームを介して管理情報を送信するために使用される。

## MSOH（多重化セクションのオーバーヘッド）
X =国内使用のために予約されているバイト。 
Multiplex Section OverHeadは、STM-1フレームの5〜9行目と最初の9列を使用する。 
- B2   ：ビットエラーの監視。 B2バイトには、実際のSTMフレームをスクランブルする前の、RSOHを除く前のSTMフレームのパリティチェックの結果が含まれる。 このチェックは、ビットインターリーブパリティチェック（BIP24）で実行される。
- K1、K2自動保護スイッチング（APS）。 障害が発生した場合、STMフレームは、SDHネットワークを介してK1、K2バイトを使用して新たにルーティングできる。 多重化セクション保護（MSP）プロトコルに割り当てられる。
- K2 （Bit6,7,8）MS_RDI：多重化セクションリモート障害表示（以前のMS_FERF：多重化セクション遠端受信障害）
- 576 kbit / s（DCCM）のD4からD12データ通信チャネル。 （上記のRSOHのD1-D3も参照）
- S1 （ビット5-8）同期品質レベル： 
  - 0000品質不明
  - 0010 G.811 10-11 /日周波数ドリフト
  - 0100 G.812Tトランジット10-9 /日周波数ドリフト
  - 1000 G.812Lローカル2 * 10-8 /日周波数ドリフト
  - 1011 G.813 5 * 10-7 /日周波数ドリフト
  - 1111同期には使用される
- E2エンジニアリングオーダーワイヤ（EOW）。 RSOHのE1と同じ機能
- M1 MS_REI：多重化セクションのリモートエラーインジケータ、受信したB2バイトでエラーが検出されたインターリーブビットの数。 （以前のMS_FEBE：多重化セクションの遠端ブロックエラー）
- Z1、Z2スペアバイト